# Евридика (дъщеря на Лакедемон)
Вижте пояснителната страница за други значения на Евридика.
Евридика (на старогръцки: Εὐρυδίκη, Eurydike) е в древногръцката митология дъщеря на спартанския цар Лакедемон и съпругата му Спарта, дъщеря на Еврот, цар на Лакония, и Клета. Сестра е на Амикъл.
Евридика се омъжва за Акрисий, цар на Аргос и е майка на Даная. Евридика подарява в Спарта храм на Хера.